# كازيليتي
كازيليتي هي بلدة وكومونا (بلدية) في العاصمة تورينو ، في منطقة بيدمونت في شمال إيطاليا .
تقع عند مدخل فال دي سوسا على بعد 18 كيلومتر (11 ميل) من تورينو ، عند سفح جبل موزيني. فهي موطن قلعة كايز كونت المملوكة حاليًا من قبل الساليزيانز. تم العثور على منحوتات صخرية ذات أصول غير مؤكدة وبقايا فيلا رومانية بالقرب من جبل موسيني. بالقرب من كازيليتي ، أحد أكبر وأشهر الصخور الجليدية (glacial erratic) في بيدمونت.

## توأمة مدن
- Ricse, Hungary, since 2004